# Dark academia
Dark academia (também estilizado como Dark Academia) é uma subcultura, estilo de vida e estética surgida nas redes sociais no fim dos anos 2010, sendo popular especialmente em redes como o Instagram e o TikTok. A estética é centrada majoritariamente na glamourização e idolatria da educação superior e conhecimento acadêmico, literatura clássica, poesia, as artes e também arquiteturas como a gótica ou a grega. O movimento, que se popularizou durante a pandemia do COVID-19.

## Contexto cultural, antecedentes e influências

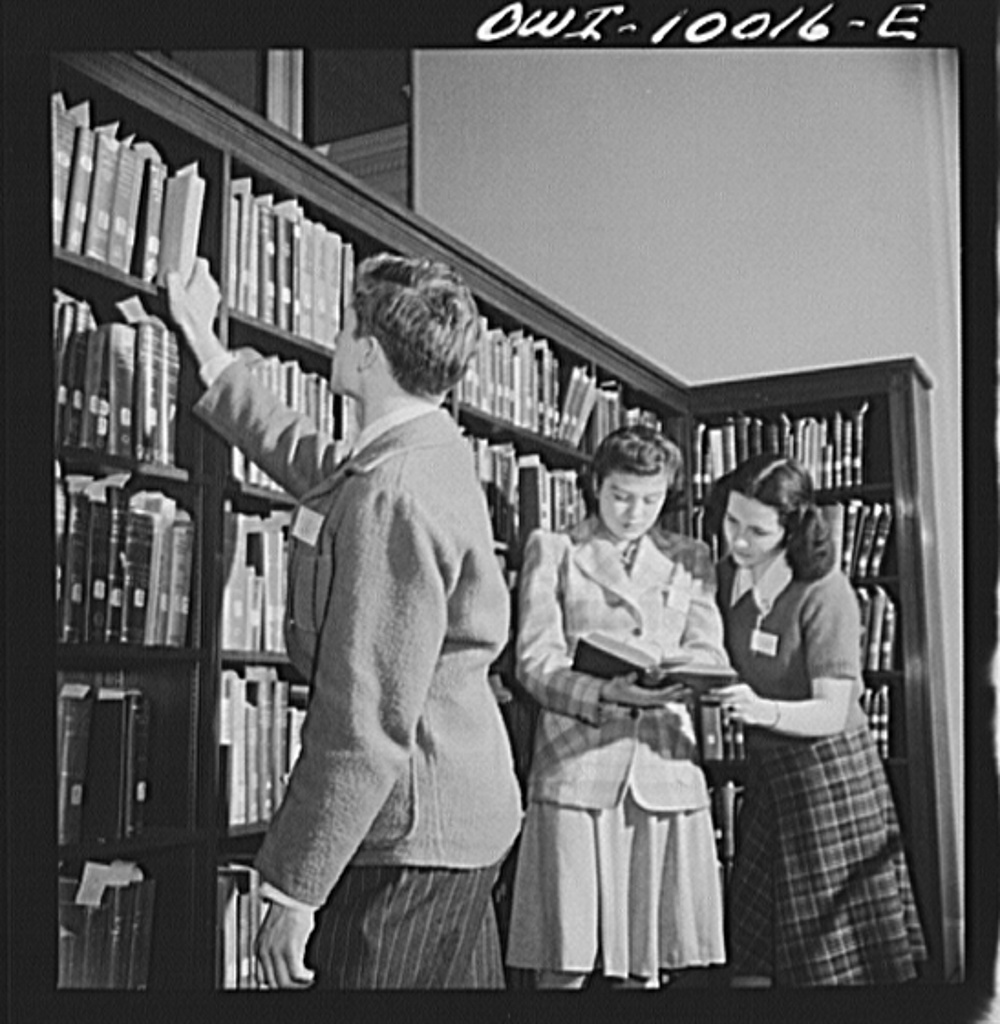
Uma grande influência da moda da dark academia é a moda dos anos 40. Nessa fotografia, é possível verificar alguns dos aspectos mais influentes na estética dessa subcultura, como estampas enxadrezadas e roupas sociais.

O movimento tem seus primeiros indícios factuais de surgimento no ano de 2017, entretanto, há depoimentos que retomam o surgimento da subcultura por volta da primeira metade da década de 2010, na rede social Tumblr. Dos que relatam suas experiências com a subcultura no período, segundo Kristen Bateman do New York Times, existiria naquele período apenas uma proto dark academia, com perfis que compartilhavam fotos obscuras e livros de literatura gótica ou clássica. Ainda assim, a dark academia só veio a se popularizar de forma a ser notada pela grande mídia e ter um certo impacto na cultura da internet durante a pandemia do COVID-19 no ano de 2020. Dados mostram que posts que continham a hashtag "Dark Academia" no TikTok chegaram a mais de 18 milhões de visualizações, além dos mais de 100 mil posts no Instagram. Sua faixa etária comum é de indivíduos entre seus 14 e 25 anos, majoritariamente da geração Z. O movimento da dark academia representa, de algum modo, como tendo dado uma nova importância durante o período pandêmico onde as escolas estão fechadas, especialmente com relação aos estudos.
A moda dos anos 30 e 40 tem grande proeminência na estética da dark academia, especialmente itens de vestuário vestidos por estudantes de Oxbridge (Oxford e Cambridge), universidades da Ivy League e escolas preparatórias do período. Algumas das peças de roupa mais associadas com a moda dessa subcultura são cardigãs, casacos do tipo blazer, camisas sociais, saias xadrês, sapatos clássicos Oxford e roupas feitas de tecido tweed e estampa axadrezada. A paleta de cor relacionada à estética consiste geralmente de preto, branco (puxado para tons frios), bege, marrom, verde-escuro e, ocasionalmente, azul-marinho.
O livro "História Secreta", de Donna Tartt, que tem grande influência na subcultura, tem sido creditado como propulsor para o também subgênero literário emergente dark academia. O livro conta a história de um assassinato que ocorre num grupo de estudantes de estudos clássicos em uma faculdade da Nova Inglaterra. O subgênero dark academia é avaliado como enormemente relevante para a subcultura de mesmo nome, consistindo de livros de suspense que buscam influências de gêneros como a sátira e a tragédia. São focados geralmente nas humanidades e artes liberais, o que motiva as paixões do protagonista, levando o à violência. A sua estética tem influências do gótico, sendo escrito em prosa elaborada.
Acerca das outras influências culturais, filmes como "Maurice" e "Sociedade dos poetas mortos" são uns dos mais cultuados dentro da subcultura. Alguns dos livros que os acompanham no acervo cultural do movimento são "Drácula" (e sua adaptação no filme de 1992, "Drácula de Bram Stoker"), além de "Little Women" (e sua adaptação cinematográfica), "O Retrato de Dorian Gray", "Morro dos Ventos Uivantes" e o já mencionado "A História Secreta". Dentro do movimento, também é notável a apreciação pela música clássica.

## Críticas ao movimento

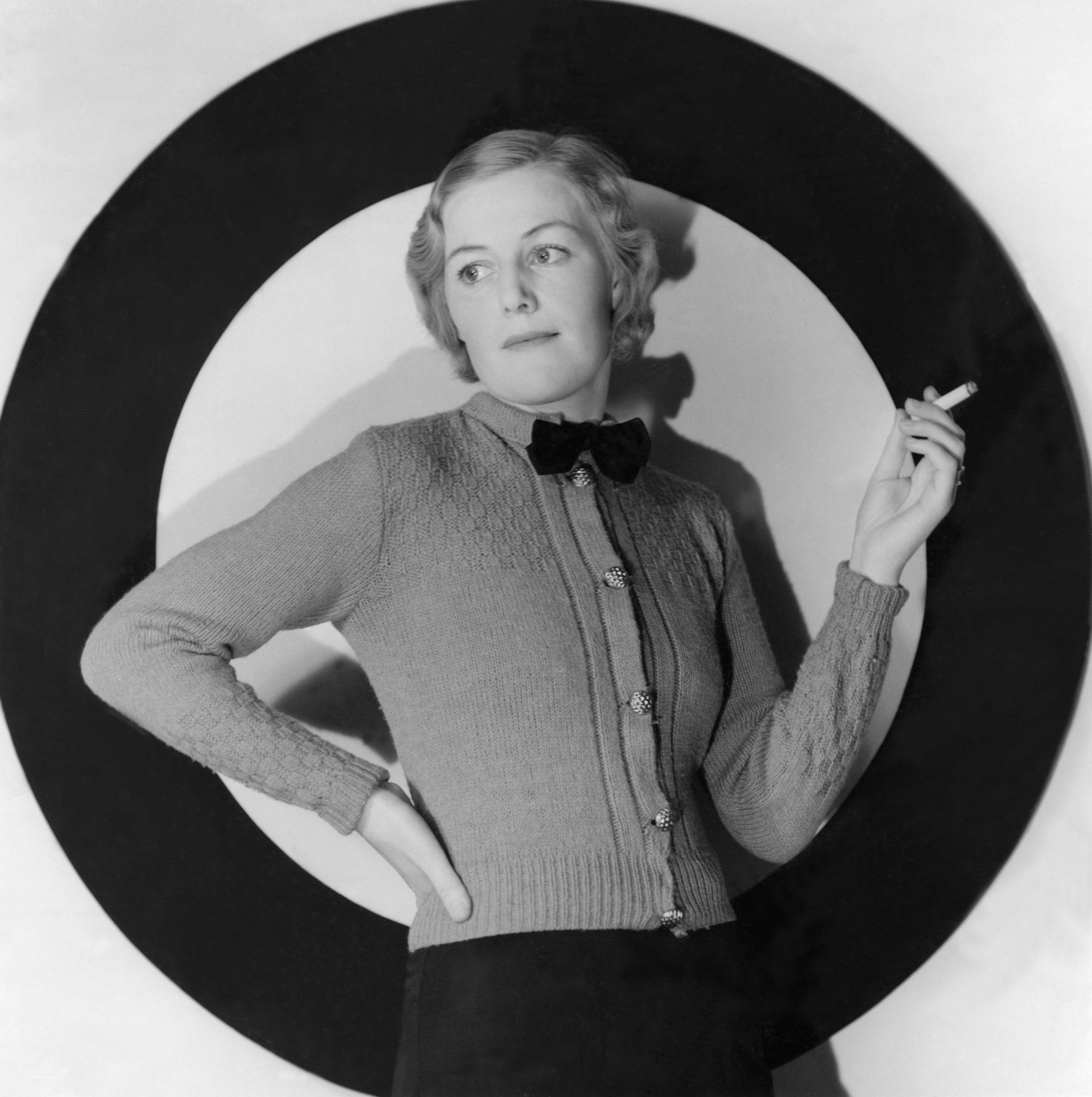
Nessa fotografia, é possível verificar uma modelo entre os anos 40 e 50 utilizando uma blusa de lã. Esse tipo de roupa, apesar de ser encontrado em brechós (comuns na subcultura), é considerado de alto custo se comparado a outros tecidos.

A dark academia tem recebido críticas com relação a diversos aspectos de sua composição, seja por parte de suas influências culturais ou sua própria natureza. Levando em conta o quesito cultural, se relaciona a grande falta de diversidade como uma problemática a ser considerada. Isso se soma ao fato de que o acervo cultural da dark academia permite uma perpetuação do eurocentrismo, pois se utiliza de obras (tanto literárias quanto cinematográficas), autores e acadêmicos predominantemente brancos e europeus. Ademais, ainda há indícios de revisionismo histórico na própria natureza da estética ao tomar aspectos da moda ou cultura de épocas passadas sem levar em conta qualquer fator problemático daquele contexto histórico, o que tende a enaltecer o lado colonizador da história em detrimento da outra parcela do mundo e da população, que é excluída.
Uma crítica também comum é quanto à própria hipervalorização dos estudos, num sentido de que, grande parte das vezes, se entende atitudes não saudáveis (como vício em cafeína, descuido com a saúde mental e saúde do sono) como aceitáveis nesse contexto. Tem-se, de tal modo, a romantização de doenças mentais, Assim, muitos autores, junto às críticas do próprio movimento ser eurocêntrico e de sua falta de representatividade, sugerem uma mudança radical no modo de pensar dos indivíduos que constituem essa comunidade. Ou seja, seria necessário que todas as vozes fossem minimamente ouvidas dentro dessa cultura, com múltiplos referenciais culturais e acadêmicos, além de uma revisão no que, de fato, é ser visto como "intelectual".
Enfim, outras críticas tratam da inacessibilidade da estética (quesito econômico) para uma maior parte da população ao redor do mundo, a parte que não se resume a indivíduos de classe média-alta, vivendo em regiões de clima já frio (devido ao estilo de se vestir) e com o alcance cultural e identificação sobre os temas. É um movimento que, por um lado, pode trazer benefícios no sentido da ideia do estudo como algo positivo, mas que ainda pode ser visto como bastante negativo em outros aspectos, o que quase esvazia e torna fútil a ideia da Dark academia como uma mera estética, segundo autores.
Apesar das críticas, alguns dos membros da comunidade afirmam que esta seja uma comunidade aberta, mesmo referenciando e tendo influência dos clássicos. Em conversa ao New York Times, o estudante Lucien K, de 21 anos, diz que a dark academia "tem tudo a ver com quebrar estereótipos, independente do gênero e sexualidade." Outro estudante de faixa etária um pouco mais baixa, Declan Lyman, de 15 anos, diz que "[...] a parte boa da Dark Academia é sua estética, mas que também é uma comunidade [...] O principal objetivo é o desejo pelo aprendizado."